# Jarosław Niezgoda
Jarosław Niezgoda (Poniatowa, Polonia, 15 de marzo de 1995) es un futbolista polaco que juega de delantero.

## Trayectoria
Jarosław Niezgoda se formó como futbolista en las categorías juveniles del Wisła Puławy, equipo de la III Liga en el que permaneció hasta 2016, año en el que fue fichado por el Legia de Varsovia de la capital polaca. Niezgoda se marcharía al Ruch Chorzów de Silesia como préstamo hasta finalizar la temporada 2016/17 de la Ekstraklasa, regresando nuevamente al Legia en junio de 2017. Niezgoda firmaría una muy buena temporada en la máxima categoría el fútbol polaco de la mano del Legia de Varsovia, contribuyendo activamente a que el club conquistase su decimotercera liga con 13 goles en 27 partidos. Sin embargo, una lesión al comienzo de la siguiente campaña obligaría al delantero a perderse la oportunidad de revalidar el título liguero, registrando tan solo 5 apariciones. Una vez recuperado, Niezgoda volvería a ser titular indiscutible para Aleksandar Vuković, concluyendo la primera ronda de la temporada 2019/20 con el mejor registro goleador de la competición: un total de 14 goles en 18 partidos. Dichas cifras atraerían a compradores de ligas extranjeras interesados en hacerse con los servicios del jugador, entre ellos el Girondins de Burdeos y el Portland Timbers de la MLS, equipo que finalmente ficharía al polaco por más de tres millones de euros.

## Clubes
| Club                  | País           | Año       |
| --------------------- | -------------- | --------- |
| Wisła Puławy          | Polonia        | 2012-2016 |
| Legia de Varsovia     | Polonia        | 2016-2020 |
| Ruch Chorzów (Cedido) | Polonia        | 2016-2017 |
| Portland Timbers      | Estados Unidos | 2020-2023 |
| Portland Timbers 2    | Estados Unidos | 2020      |